# Quadro de medalhas dos Jogos Olímpicos de Verão de 1896

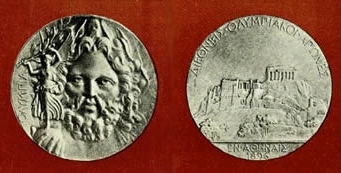
A medalha de prata foi atribuída ao vencedor de cada evento durante os Jogos Olímpicos de Verão de 1896 em Atenas, Grécia.

O quadro de medalhas dos Jogos Olímpicos de Verão de 1896  é uma lista dos Comitês Olímpicos Nacionais classificados pelo número de medalhas conquistadas durante os Jogos Olímpicos de Verão de 1896 – os primeiros da era moderna – que aconteceram em Atenas, Grécia, entre os dias 6 e 15 abril de 1896. Um total de 241 atletas, representando 14 nações, participaram de 43 eventos em nove modalidades nesta Olimpíada.
Dez dos catorze países participantes ganharam medalhas, além de três conquistadas por equipas mistas, ou seja, delegações compostas por atletas de várias nações. Os Estados Unidos ganharam mais medalhas de ouro (11), enquanto o país anfitrião, Grécia, conquistou o maior número de medalhas no geral (46), bem como a maior número de pratas (17) e bronzes (19), terminando com uma medalha de ouro a menos do que os americanos.
Nos primeiros Jogos Olímpicos, várias competições em equipe foram disputadas por atletas de várias nações. Como consequência, o Comitê Olímpico Internacional (COI) criou a designação "equipe mista" (com o código de país ZZX) para se referir a estes grupos de competidores. Alguns deles ganharam medalhas tanto individualmente como parte de uma equipe mista, portanto, essas medalhas são atribuídas para diferentes países nas contagens oficiais. Dionysios Kasdaglis, atleta de origem grega que vivia em Alexandria, Egito, é listado pelo COI como grego durante sua participação na competição de tênis simples, mas ele e seu parceiro no tênis de duplas, o grego Demetrios Petrokokkinos, foram classificados como uma equipe mista.
Durante os Jogos Olímpicos inaugurais, os vencedores foram agraciados com uma medalha de prata e um ramo de oliveira, enquanto os vice-campeões recebiam uma medalha de bronze e um ramo de loureiro. Posteriormente, o COI atribuiu respectivamente medalhas de ouro, prata e bronze aos três atletas mais bem colocados em cada evento para facilitar a tabulação e igualá-las às das Olimpíadas mais recentes. Nessa reclassificação, três empates resultaram em medalhas sendo compartilhadas entre atletas, aumentando a contagem das nações envolvidas. Os casos foram o empate entre Francis Lane, dos Estados Unidos e Alajos Szokolyi da Hungria, que ficaram com o terceiro lugar nos 100 metros; entre Evangelos Damaskos e Ioannis Theodoropoulos da Grécia, no salto com vara; e entre Konstantinos Paspatis da Grécia e Momcsilló Tapavicza da Hungria, no tênis simples. Além disso, medalhas de bronze não foram concedidas para eventos onde não havia terceiros colocados.

## Quadro de medalhas

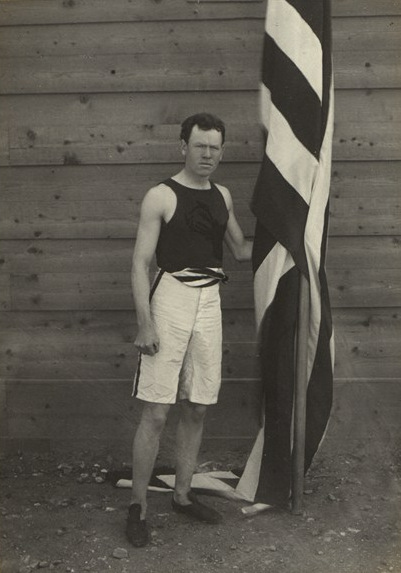
James Connolly dos Estados Unidos venceu a competição de salto triplo masculino nos Jogos Olímpicos de Verão de 1896.

Este é o quadro de medalhas completo dos Jogos Olímpicos de Verão de 1896, com base na contagem feita pelo Comitê Olímpico Internacional (COI). A tabela é ordenada pelo número de medalhas de ouro obtidas por um país. O número de medalhas de prata é o segundo parâmetro levado em consideração e, em seguida, o número de medalhas de bronze. Se, após o que precede, as nações ainda estão empatadas com um mesmo valor, elas são listadas em ordem alfabética. Esta informação é fornecida pelo COI, no entanto, o órgão não reconhece ou endossa qualquer sistema de ranqueamento.
| Ordem | País               | Medalha de ouro | Medalha de prata | Medalha de bronze |     |
| ----- | ------------------ | --------------- | ---------------- | ----------------- | --- |
| 1     | USA Estados Unidos | 11              | 7                | 2                 | 20  |
| 2     | GRE Grécia         | 10              | 17               | 19                | 46  |
| 3     | GER Alemanha       | 6               | 5                | 2                 | 13  |
| 4     | FRA França         | 5               | 4                | 2                 | 11  |
| 5     | GBR Grã-Bretanha   | 2               | 3                | 2                 | 7   |
| 6     | HUN Hungria        | 2               | 1                | 3                 | 6   |
| 7     | AUT Áustria        | 2               | 1                | 2                 | 5   |
| 8     | AUS Austrália      | 2               |                  |                   | 2   |
| 9     | DEN Dinamarca      | 1               | 2                | 3                 | 6   |
| 10    | SUI Suíça          | 1               | 2                |                   | 3   |
| 11    | ZZX Equipa mista   | 1               | 1                | 1                 | 3   |
| TOTAL | TOTAL              | 43              | 43               | 36                | 122 |

      Nação anfitriã (Grécia)